# 어리화
우리화(於梨華, 1929년 11월 28일 ~ 2020년 4월 30일)는 중화민국의 작가이다. 60년의 기간 동안 30권이 넘는 책을 썼다.

## 생애
저장성(浙江) 전하이(鎭海) 사람으로 상하이(上海)에서 태어났다. 항일 전쟁 시기 푸젠(福建), 후난(湖南), 쓰촨(四川) 등지로 옮겨 다녔고 1946년 저장성(浙江) 닝보(寧波)로 돌아갔다. 1947년 말 타이완으로 이주해 타이중 여중 시절부터 문학에 심취해 선총원(沈從文)의 ≪변성(邊城)≫에 대한 평론을 쓰기도 했다. 1949년 고등학교를 졸업하고 타이완대학의 영문학과에 입학했다가 이듬해 역사학과로 전과했고 샤치안(夏济安)이 편집을 주관한 ≪문학잡지(文學雜誌)≫에 글을 발표하기 시작했다.
1953년 대학 졸업 후 미국으로 유학을 떠나 UCLA의 영문학과에 지원했으나 신문방송학과로 바꾸어 입학했다. 1956년 석사 학위를 받고 같은 해 영어로 단편소설 ≪양쯔강의 수심(揚子江頭幾多愁)≫을 발표해 ‘Samuel Goldwyn Creative Writing Award’에서 1위로 뽑혔다. 같은 해 결혼해 가정과 아이를 돌보면서 작품 활동을 했고, 1961년부터는 중국어로 글을 쓰기 시작해 1962년 장편소설 ≪칭허로 돌아가길 꿈꾸다(夢回青河)≫를 탈고하고 타이완으로 돌아가 가족을 만나면서 1년을 머물렀다. ≪칭허로 돌아가길 꿈꾸다≫의 완성 직후 타이완의 부모를 만나러 가서 ≪황관(皇冠)≫ 잡지에 위 작품을 연재했고 텔레비전에 방송되어 마침내 1963년 출판되었다. 1963년에 다시 미국으로 돌아갔으며 프린스턴에서 시카고 북쪽 지역으로 이사했고 1965년에 뉴욕으로 이사했다.
1967년에 발표한 ≪다시 종려나무를 보다(又見棕櫚又見棕櫚)≫는 그녀의 대표작이며 이 작품으로 ‘타이완자신문예상(臺灣嘉新文藝獎)’ 소설 부문에서 수상했다. 타이완에서 미국으로 유학을 떠난 주인공의 모습은 생생한 현장 리포트와도 같이 당시 이주민의 신분으로서 미국 사회에서 살아가는 것이 어떠한지 그대로 보여 준다. 1968년 뉴욕으로 옮겨 가서 올버니(Albany) 주립대학에서 강의를 하게 되었고 중국 현대문학에 관한 수업도 맡았다.
2020년 미국 메릴랜드주 게이더스버그에서 코로나19에 의한 호흡 곤란으로 사망하였다.

## 작품
작품은 ≪돌아가기(歸)≫(1963), ≪칭허로 돌아가길 꿈꾸다≫(1963), ≪또다시 가을(也是秋天)≫(1964), ≪변화(變)≫(1965), ≪눈밭 위 별(雪地上的星星)≫(1966), ≪다시 종려나무를 보다≫(1967), ≪불꽃(焰)≫(1969), ≪백구집(白駒集)≫(1969)과 ≪눈물 머금은 백합(帶淚的百合)≫(1971), ≪회장현형기(會場現形記)≫(1972), ≪시험(考驗)≫(1974), ≪푸 집안의 자식들(傅家的兒女們)≫(1975), ≪사랑은 물과 같이(愛情像水一樣)≫, ≪상견관(相見歡)≫, ≪삼인행(三人行)≫(1979) 등이 있다.